# Trop Coco
Trop Coco é uma marca de água de coco pertencente à PepsiCo. Inicialmente a marca pertencia à Amacoco e, com a compra desta em agosto de 2009, teve sua titularidade transferida.
A Amacoco, maior fabricante de água de coco do Brasil, com mais de 70% de participação no segmento no mercado, com venda de 40 milhões de litros de água de coco em 2008, era dona das marcas Kero Coco e Trop Coco. Combinar a expertise da Amacoco na produção da água de coco com o portfólio de marcas da PepsiCo criaria um grande potencial para inovação de produtos, disse, à época, Massimo d'Amore, CEO da PepsiCo Americas.